# Paphos
Paphos (griechisch Πάφος, neugriechische Transkription Pafos; türkisch Baf oder auch Gazibaf) ist eine Hafenstadt im Südwesten der Republik Zypern und Verwaltungssitz des nach ihr benannten Bezirkes. 2017 war sie – gemeinsam mit dem dänischen Aarhus – Kulturhauptstadt Europas.

## Geschichte
Der Ursprung von Alt-Paphos (Palaia Paphos), welches sich heute am südlichen Ortsrand von Kouklia befindet, liegt im Dunkeln. Erst nachdem die Hafenstadt Nea Paphos (= Lage des heutigen Paphos) gegründet worden war, wurde im 4. Jahrhundert v. Chr. zur Unterscheidung die alte Hauptstadt Palaia Paphos genannt.
Mythische Quellen führen die Stadtgründung auf den König Kinyras zurück, nach dem sich Generationen von Priesterkönigen in Paphos als Kinyraden bezeichneten. Nach Pausanias hat Agapenor von Tegea, auf dem Heimweg von Troja, der Aphrodite in Paphos einen Tempel errichtet.

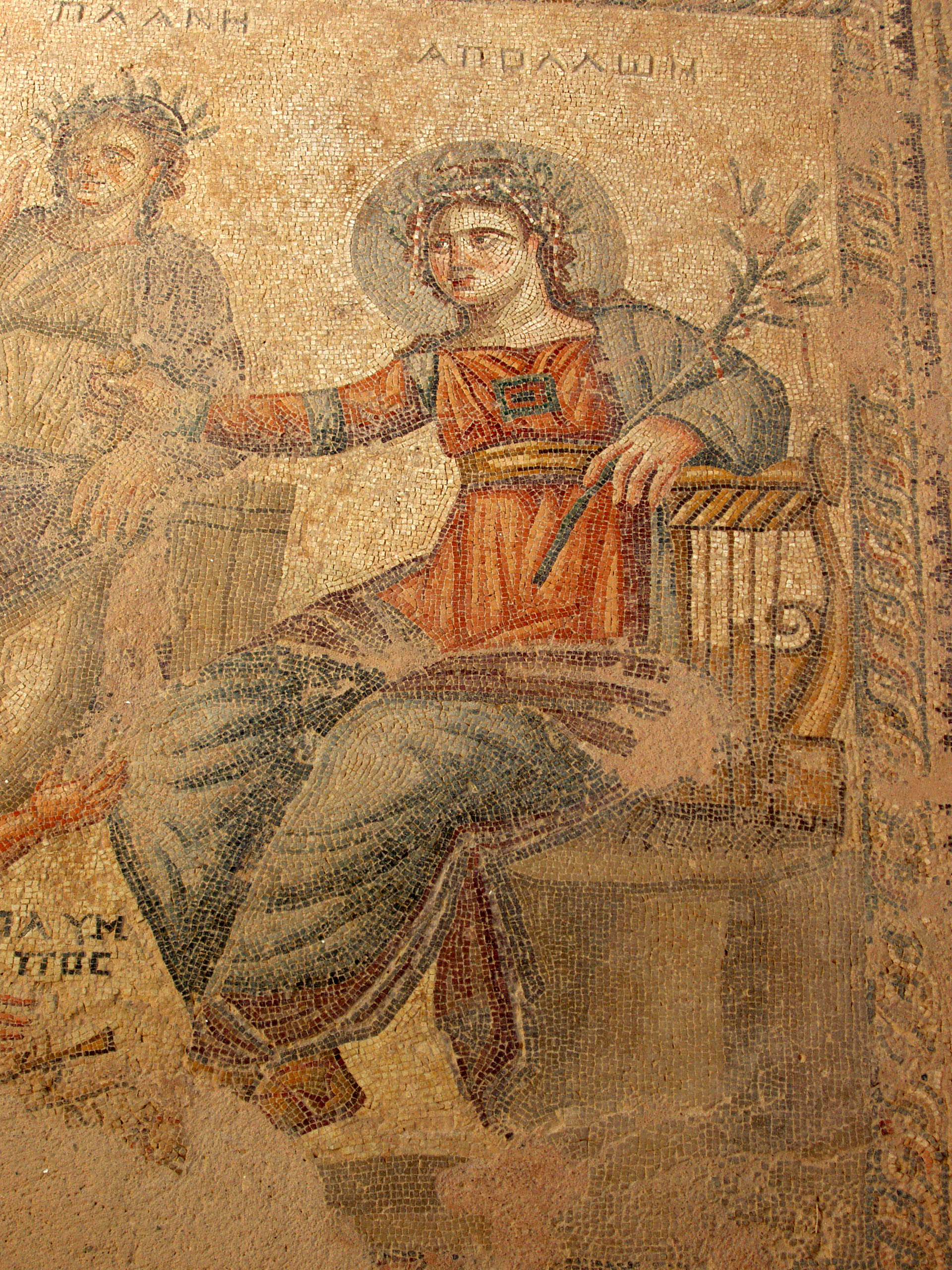
Bodenmosaik (Apollon)

Archäologisch lässt sich die Vorgeschichte von Palaia Paphos bis in die späte Bronzezeit belegen. Seit dem 15. Jahrhundert v. Chr. muss eine Siedlung bestanden haben. Die Zuwanderung mykenischer Griechen tangiert Palaia Paphos im späten 13. Jahrhundert v. Chr. Reiche Grabfunde bezeugen jetzt den Wohlstand der Stadt. Von den Zerstörungen gegen Ende der Bronzezeit blieb Palaia Paphos verschont.
Seine erste historische Erwähnung erfährt Paphos durch eine Inschrift auf der Kition-Stele aus der Zeit des Assyrerkönigs Asarhaddon (680–669 v. Chr.), die den paphischen König Ituandar (Eteandros) als tributpflichtig aufführt.
Als sich die zyprischen Stadtkönige unter Führung von Onesilos aus Salamis 499 v. Chr. gegen die Perser auflehnten, wurde auch Paphos unterworfen. Der Bericht Herodots, der Paphos selbst nicht erwähnt, wird durch die Ausgrabung einer Belagerungsrampe nordöstlich von Kouklia bestätigt. Der König von Paphos steuerte 480 v. Chr. zwölf Schiffe zur Flotte des Xerxes bei. Nikokles, der letzte König von Paphos, machte 321 v. Chr. Nea Paphos zur neuen Hauptstadt und befestigte auch Palaia Paphos, das nur noch als Heiligtum der Aphrodite Bedeutung hatte. Nach der Eroberung der Insel durch Ptolemaios oblag den Königen von Paphos nur noch das Amt des Hohenpriesters der Aphrodite, eine immer noch ehrenvolle Funktion, die auch dem letzten Ptolemäer nach dem Einzug der Römer im Jahre 58 v. Chr. als Entschädigung angeboten wurde. Das Aphrodite-Heiligtum stand unter dem Patronat der römischen Kaiser und Statuen des römischen Kaisers Augustus und seiner Frau Livia, von Julia und Tiberius, Marcus Vipsanius Agrippa und seiner Frau Julia, Marcia und seinem Enkel Gaius, später auch eine Statue des Tiberius als Autokrator wurden im Heiligtum errichtet. Tiberius bestätigte den Kult der örtlichen Aphrodite. Trotz starker Beeinträchtigungen durch Erdbeben blieb der Tempel bis ins 4. Jahrhundert n. Chr. erhalten.
In der Spätantike wurde in Paphos ein Palast errichtet, dessen apsidialer Thronraum über einen Hof mit Peristylen zugänglich war. Im 5. Jahrhundert wurde er mit Fußbodenmosaiken ausgestattet. Unter Justinian I. wurde er aufgelassen, vielleicht, weil die Stadt Samais (Constantia) Sitz des neuernannten Statthalters wurde.
Mitte des 7. Jahrhunderts wurde die Stadt von den Arabern geplündert. In der Kathedrale Panagia Limeniotissa fanden sich arabische Inschriften. In byzantinischer Zeit verfiel die Stadt.
König Erik I. von Dänemark starb 1103 in Paphos auf dem Weg nach Jerusalem anlässlich einer Pilgerreise. Er wurde in Paphos beigesetzt. Die nahegelegene Burg Saranda Kolones wurde vielleicht unter Basileios I. errichtet. 1191 ergab sie sich den Kreuzfahrern unter dem englischen König Richard Löwenherz; sie wurde im Erdbeben von 1222 zerstört.
Nach der Übernahme der Insel durch das Haus Lusignan erhielt Palaia Paphos im 13. Jahrhundert ein Kastron zur Überwachung der Zuckerrohrplantagen in der Küstenregion. Das Kastron Manoir de la Covocle, auch unter der Bezeichnung Chateau de Covocle oder Conuclia bekannt, dürfte dem heutigen Ort Kouklia seinen Namen gegeben haben. 1426 wurde es von den Mamluken zerstört, anschließend wieder aufgebaut und diente unter türkischer Herrschaft als Sitz des türkischen Chiftlik von Kouklia. Heute beherbergt es das Museum.

## Geografie
Nach Nikosia, Limassol und Larnaka bildet Paphos die viertgrößte Stadtregion Zyperns mit etwa 70.600 Einwohnern (Stand 2021). Die Stadt selbst hatte zur Volkszählung 2021 ca. 38.000 Einwohner.
Die Hafenstadt Paphos liegt an der Südwestküste im griechischsprachigen Teil der Insel.
Zur Unterscheidung vom etwa 15 km südöstlich gelegenen antiken Palaia Paphos („Alt-Paphos“) wurde die Stadt früher auch Nea Páfos („Neu-Paphos“) genannt. Der etwas oberhalb gelegene Ort Ktima wird auch Pano Paphos („Ober-Paphos“) genannt.

## Klima
Paphos hat subtropisch-mediterranes Klima. Niederschlag gibt es nur zwischen Mitte November bis März, Schneefall etwa alle 10 Jahre. Im Sommer gibt es praktisch keinen Niederschlag (0,1 %).
|                       | Jan  | Feb  | Mär  | Apr  | Mai  | Jun  | Jul  | Aug  | Sep  | Okt  | Nov  | Dez  |   |       |
| Mittl. Tagesmax. (°C) | 16,8 | 16,8 | 18,0 | 21,3 | 24,2 | 27,4 | 29,6 | 30,2 | 28,8 | 26,2 | 22,0 | 18,5 | ⌀ | 23,3  |
| Mittl. Tagesmin. (°C) | 7,7  | 7,4  | 8,1  | 10,8 | 14,2 | 17,5 | 20,1 | 20,5 | 18,5 | 15,9 | 12,2 | 9,4  | ⌀ | 13,6  |
|                       |      |      |      |      |      |      |      |      |      |      |      |      |   |       |
| Niederschlag (mm)     | 94,0 | 69,0 | 49,0 | 24,0 | 10,0 | 0,7  | 0,2  | 0,2  | 1,7  | 31,0 | 52,0 | 98,0 | Σ | 429,8 |
|                       |      |      |      |      |      |      |      |      |      |      |      |      |   |       |
| Sonnenstunden (h/d)   | 6    | 7    | 8    | 9    | 11   | 12   | 13   | 12   | 11   | 9    | 8    | 6    | ⌀ | 9,3   |
|                       |      |      |      |      |      |      |      |      |      |      |      |      |   |       |
| Regentage (d)         | 11,3 | 9,1  | 7,7  | 4,0  | 1,9  | 0,3  | 0,3  | 0,0  | 0,3  | 4,3  | 7,3  | 10,4 | Σ | 56,9  |
|                       |      |      |      |      |      |      |      |      |      |      |      |      |   |       |
| Wassertemperatur (°C) | 17   | 17   | 18   | 20   | 21   | 24   | 26   | 27   | 26   | 24   | 21   | 19   | ⌀ | 21,7  |
|                       |      |      |      |      |      |      |      |      |      |      |      |      |   |       |
| Luftfeuchtigkeit (%)  | 78   | 76   | 69   | 64   | 57   | 52   | 54   | 56   | 56   | 61   | 71   | 74   | ⌀ | 63,9  |

| 7,7 |

| 7,4 |

| 8,1 |

| 10,8 |

| 14,2 |

| 17,5 |

| 20,1 |

| 20,5 |

| 18,5 |

| 15,9 |

| 12,2 |

| 9,4 |

| 7,7 |

| 7,4 |

| 8,1 |

| 10,8 |

| 14,2 |

| 17,5 |

| 20,1 |

| 20,5 |

| 18,5 |

| 15,9 |

| 12,2 |

| 9,4 |

## Verkehr
- Hafen: Paphos verfügt über einen Hafen, der heute hauptsächlich touristischen Charakter hat.
- Flughafen: Der internationale Flughafen Paphos hat an Verkehr gewonnen, seit Nikosia nicht mehr angeflogen wird und der Tourismus im Südwesten Zyperns zunahm.
- Straße: Landseitig existiert Anschluss an die zyprische Autobahn A6 Paphos–Erimi. Paphos ist damit westlichster Punkt der Südküstenautobahn.

Zur Nordküste hin führt die Nationalstraße B7 nach Polis Chrysochous.

## Religion
In Paphos befindet sich die frühchristliche Basilika der Panagia Chrysopolitissa (Unser Lieben Frau von Chrysopolis) mit der sogenannten Paulussäule, an die angeblich der heilige Paulus gefesselt wurde, um gegeißelt zu werden. Der Metropolit Chrysostomos von Paphos der zypriotischen orthodoxen Kirche hat die Agia Kyriaki 1987 dem Lateinischen Patriarchat von Jerusalem für die römisch-katholische Gemeinde überlassen. Auch die anglikanische, die deutsche, die finnische, die lutherische und die maronitische Gemeinde nutzen sie. Die römisch-katholische Pfarrgemeinde betreibt zudem das Hospiz St. Michael für Palliativpflege.

## Bildung
Die Neapolis University Paphos hat ihren Sitz in Paphos.

## Sehenswürdigkeiten

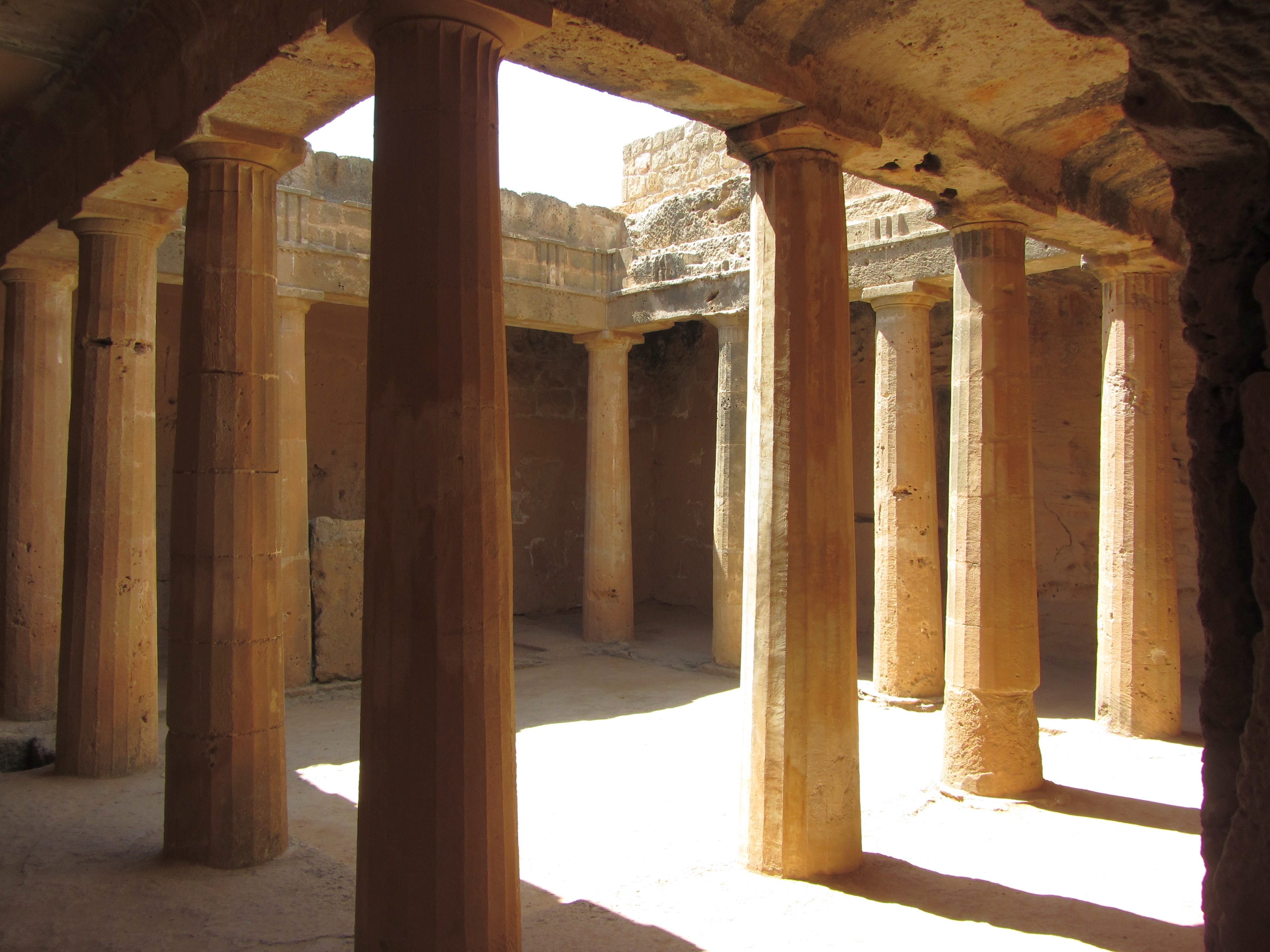
Die „Königsgräber“

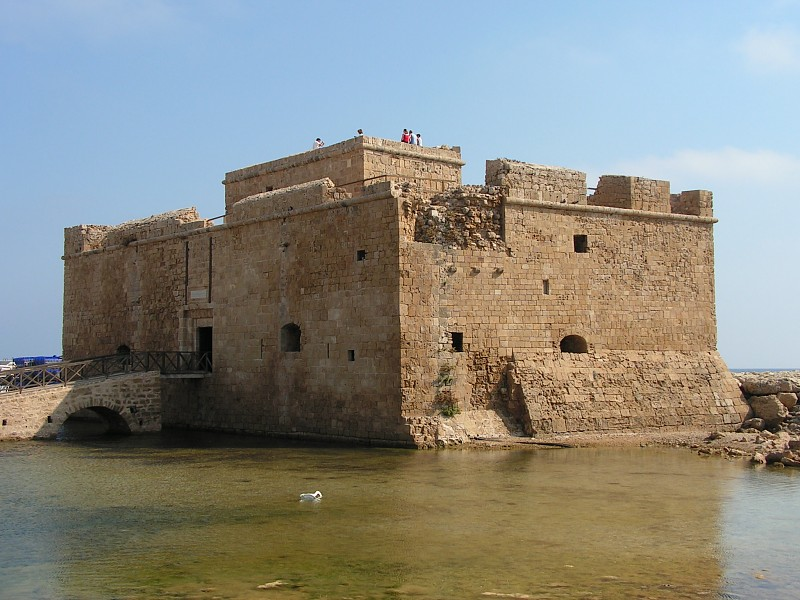
Das mittelalterliche Kastell am Hafen von Paphos

### Königsgräber
Die so genannten Königsgräber von Nea Paphos aus dem 3. Jahrhundert v. Chr., als Zypern unter der Herrschaft der Ptolemäer stand, wurden bis ins 3. Jahrhundert n. Chr. für Bestattungen benutzt. Allerdings wurden dort keine Könige bestattet, sondern Angehörige der zypriotischen Oberschicht. In der späten Eisenzeit bis zur Zeit der Diadochen war Paphos ein Kleinkönigreich. Der letzte Herrscher, Nikokles, nahm sich und seiner gesamten Familie 310 v. Chr. das Leben, nachdem er in Konflikt mit Ptolemaios I. geraten war.
1980 wurden die Ruinen von Paphos von der UNESCO zum Weltkulturerbe erklärt.

### Archäologischer Park
Im Archäologischen Park sind die Villen aus römischer Zeit (2./3. Jahrhundert n. Chr.) mit ihren wertvollen Bodenmosaiken zu besichtigen.

### Kastell
Wichtigstes Wahrzeichen ist das mittelalterliche Kastell direkt am Hafen, das Osmanen 1592 wieder aufbauten, nachdem es zuvor von den Venezianern aufgegeben und teilweise zerstört worden war.

### Ruinengelände mit Paulussäule und Agia Kyriaki

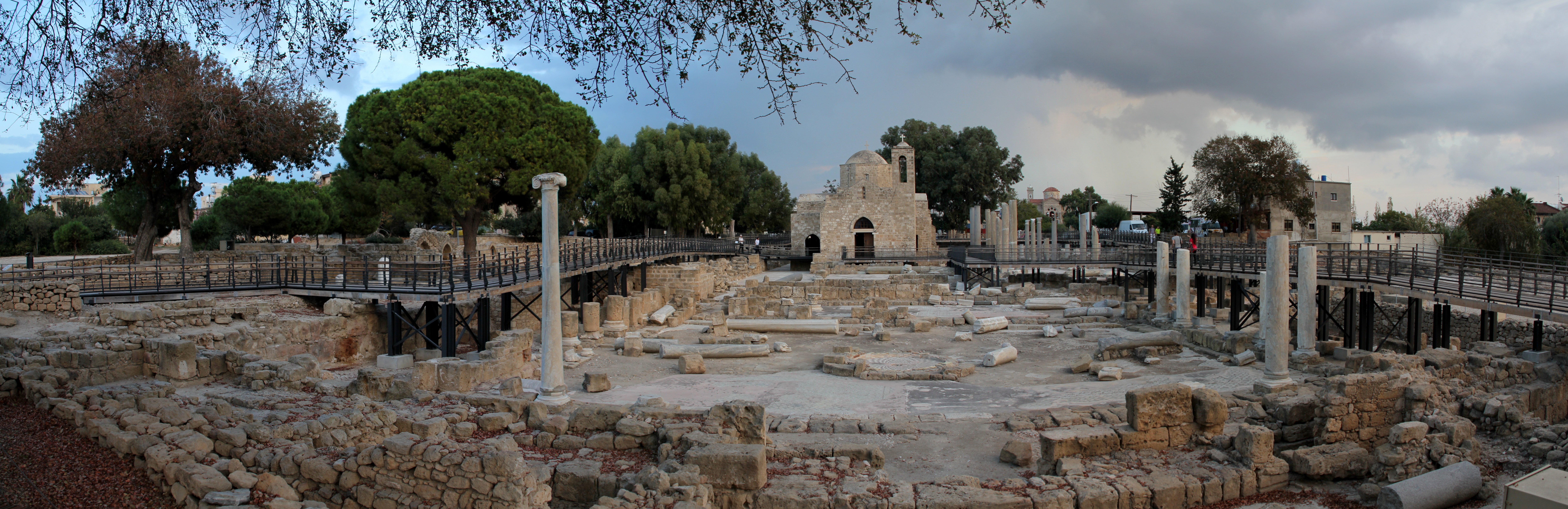
Ruinengelände mit Paulussäule und Agia Kyriaki (Paphos)

Auf dem tagsüber frei zugänglichen Gelände um die spätbyzantinische Kreuzkuppelkirche Agia Kyriaki steht ein Säulenstumpf, an dem der Legende nach der Apostel Paulus gefesselt und gegeißelt worden sein soll. Weitere Reste einer Franziskanerkirche aus dem Spätmittelalter und einer Basilika aus frühchristlicher Zeit sind erhalten.

### Kirchengebäude
- Die Kirche Panagia Theoskepasti erhebt sich in der Unterstadt frei auf einem Felsen über den Grundmauern einer älteren byzantinischen Kirche.
- Die Kapelle Agios Antonios ist eine kleine byzantinische Kreuzkuppelkirche.

### Museen

#### Archäologisches Bezirksmuseum
Das Archäologische Bezirksmuseum Paphos (engl. "Pafos District Museum") zeigt unter anderem Goldschmuck aus dem 15. Jahrhundert vor Christus bis zum dritten Jahrhundert nach Christus, römisches Glas und eine Reihe aus Ton gefertigter römischer Wärmflaschen.

#### Byzantinisches Museum
Neben liturgischen Geräten und Gewändern sind in diesem Museum Ikonen vom 12. bis 18. Jahrhundert zu sehen.

#### Folklore-Museum
In einer Villa aus dem Jahr 1894 werden in dem privaten Museum zypriotische Alltagsgegenstände der vergangenen Jahrhunderte gezeigt.

## Sport
Paphos hat eine lange Sportgeschichte mit verschiedenen Vereinen insbesondere in Fußball, Basketball und Volleyball. Größte Sportanlage ist das Stelios-Kyriakides-Stadion, in dem der Fußballerstligist Paphos FC seine Heimspiele austrägt.

## Paphos in Mythologie, Literatur und Kunst
Der Sage nach ging Aphrodite nach ihrer Geburt auf Zypern an Land. Das ca. 15 km südöstlich von Paphos gelegene, ältere Palaia Paphos war ein bedeutendes Zentrum ihrer Verehrung. Aphrodite trug daher auch den Beinamen „Paphia“. Palaia Paphos besaß einen berühmten Tempel der Aphrodite Urania.
In der Fortsetzung von Mozarts „Zauberflöte“, dem „Zweiten Teil der Zauberflöte, Das Labyrinth“ von Emanuel Schikaneder und Peter von Winter, Wien 1798, erscheint ein König von Paphos, dem die Königin der Nacht im Kampf gegen Sarastro die Hand ihrer Tochter Pamina verspricht.
In der Bibel wird Paphos in der Apostelgeschichte erwähnt (Apg 13,6–12 ). Hier treffen die Apostel Barnabas und Paulus auf den Statthalter Sergius Paulus, der von ihnen das Wort Gottes hören möchte. Der Magier Bar-Jesus, der im Dienst des Statthalters steht, wird von Gott mit Blindheit geschlagen, da er versucht, gegen die beiden Apostel zu intrigieren. Überwältigt von diesem Zeichen bekehrt sich Sergius Paulus zum christlichen Glauben.

## Persönlichkeiten
- Alexandros Poursanidis (* 1993), Hammerwerfer